# Walter Plitt
Walter Plitt (* 1. November 1905 in Gnadenfrei, Schlesien; † 9. November 1956 in Berlin) war ein deutscher Politiker (SPD/KPD/SED), Journalist und Widerstandskämpfer gegen den Nationalsozialismus.

## Leben
Plitt, Sohn eines Gutsgärtners, besuchte die Volksschule und das Realgymnasium in Reichenbach. Von 1921 bis 1923 machte er eine Ausbildung zum Bankangestellten in Nimptsch, anschließend war er von 1923 bis 1925 in Reichenbach im Beruf tätig. Plitt schloss sich bereits in seiner Jugend der Wandervogel-Bewegung an. 1926 holte er sein Abitur in Berlin nach. Von 1925 bis 1928 studierte er Volks- und Betriebswirtschaft an der Hochschule für Wirtschaftswissenschaften in Berlin. 
1925/26 war er Mitglied des Sozialistischen Studentenbundes, von 1926 bis 1929 Mitglied der SPD und der Revolutionären Sozialdemokratischen Studenten sowie Redakteur von deren gleichnamiger Zeitung. Ab 1928 arbeitete Plitt als freischaffender Journalist und Schriftsteller. 1929 schloss er sich der KPD an und wurde Mitglied der Reichsleitung der Roten Studenten sowie dort ebenfalls Redakteur des gleichnamigen Organs. Er war zudem Mitglied der Pressekommission der KPD-Bezirksleitung Berlin. Von 1931 bis 1934 war er als Finanzangestellter an der sowjetischen Handelsvertretung in Berlin tätig. 
Nach der „Machtergreifung“ durch die Nationalsozialisten war Plitt illegal für die KPD-Unterbezirksleitungen Berlin-Tempelhof und -Schöneberg tätig (Deckname: Herrmann). Ab 1933 arbeitete er mit dem sowjetischen Nachrichtendienst GRU zusammen. 1935/1936 emigrierte er nach Österreich und in die Tschechoslowakei. Ab 1937 hielt er sich in Frankreich auf. Von Juli 1937 bis Herbst 1938 war er Angehöriger der Internationalen Brigaden in Spanien. 1938 kehrte er nach Paris zurück. 1939/1940 war er in den Lagern Gurs und Argelès-sur-Mer interniert.
Im April 1941 gelang ihm die Flucht. Er betätigte sich zunächst illegal in Montauban, bevor er im Juni 1941 in die Schweiz floh. Bis Frühjahr 1945 hielt er sich illegal in Basel auf. Er war dort in der Bewegung Freies Deutschland aktiv, Mitarbeiter bei verschiedenen Zeitungen, wie Der Deutsche und die Süddeutsche Volksstimme, sowie von 1942 bis 1945 für die KPD-Abschnittsleitung Süd tätig.
Im Juli 1945 kehrte er nach Deutschland zurück und wurde 1946 Mitglied der SED. Ab August 1945 war er Wirtschaftsredakteur der Deutschen Volkszeitung, dem Zentralorgan der KPD in der SBZ, ab 1946 Wirtschafts- und Landwirtschafts-Redakteur des SED-Zentralorgans Neues Deutschland. Von 1946 bis 1955 war er Chefredakteur des VdgB-Organs Der Freie Bauer. 1949 war er Mitbegründer und Chefredakteur der Zeitungen Deutsche Gärtner-Post und Der Kleingärtner. 1951 absolvierte er ein Fernstudium an der Parteihochschule. 1955/56 war er Chefredakteur der Zeitschrift Der Genossenschaftsbauer.
Plitt war aktives Mitglied des Verbandes der Deutschen Presse. Plitt starb während eines Kuraufenthaltes im Alter von 51 Jahren.

## Auszeichnungen
- 1955 Vaterländischer Verdienstorden in Bronze
- 1956 Hans-Beimler-Medaille